# Єлизаветівка (Баштанський район)
Єлизаве́тівка —  село в Україні, у Снігурівській міській громаді Баштанського району Миколаївської області. Населення становить 323 особи.

## Населення

### Мова
Розподіл населення за рідною мовою за даними перепису 2001 року:
| Мова       | Кількість | Відсоток |
| ---------- | --------- | -------- |
| українська | 312       | 96.59%   |
| російська  | 10        | 3.10%    |
| румунська  | 1         | 0.31%    |
| Усього     | 323       | 100%     |